# Dichaea intermedia
Dichaea intermedia är en orkidéart som beskrevs av Oakes Ames och Donovan Stewart Correll. Dichaea intermedia ingår i släktet Dichaea och familjen orkidéer. Inga underarter finns listade i Catalogue of Life.